# Бакс, Эрнест Белфорт
Эрнест Белфорт Бакс (вар. — Бельфорт, англ. Ernest Belfort Bax; 23.07.1854, Ройал-Лемингтон-Спа — 26.11.1926, Лондон) — британский социалист и антифеминист, журналист, историк и философ.

## Биография
Родился в семье богатого промышленника-текстильщика, по вероисповеданию — традиционалистского нонконформиста. Получил образование в Англии и Германии, изучая музыку и философию (в 1883 году он выпустит английский перевод «Пролегоменов ко всякой будущей метафизике» Канта).
Во время своих немецких философских штудий в 1879 году приобщился и к социализму. Некоторое время был газетным корреспондентом Evening Standard на континенте, затем вернулся в Британию, где в 1882 году вступил в Демократическую федерацию Генри Гайндмана, в 1884 году переименованную в Социал-демократическую федерацию.
Со временем, впрочем, он в ней разочаровался и в 1885 году создал Социалистическую лигу с Уильямом Моррисом, Эдуардом Эвелингом, Элеонорой Маркс и другими представителями левого крыла СДФ и анархистами. Однако последние вскоре начали играть в ней ведущую роль, и Бакс вернулся в СДФ. Некоторое время он был её ведущим теоретиком и редактором её органа «Justice».
Неоднократно делегировался на международные социалистические конгрессы, вступал в полемику с Карлом Каутским, разгромившим его как ревизиониста. Один из основателей (1911) и лидеров Британской социалистической партии.
Выступал с резко антифеминистических позиций, был противником суфражистского движения, которое объявлял «отвлекающим рабочих от классовой борьбы». В годы Первой мировой войны поддержал британскую армию и вместе с Гайндманом был исключен из Британской социалистической партии, разойдясь с её интернационалистическим большинством на съезде в Сальфорде (1916).
Был женат дважды, имел семеро детей от первой жены.

## Отзывы
«Белфорт Бакс, когда он был в Англии, иногда посещал Энгельса и имел с ним не одну дружескую схватку по женскому вопросу, на котором Бакс был помешан», — вспоминал Эдуард Эвелинг.